# Pseudophichthys splendens
Pseudophichthys splendens is een straalvinnige vissensoort uit de familie van zeepalingen (Congridae). De wetenschappelijke naam van de soort is voor het eerst geldig gepubliceerd in 1913 door Lea.